# Bismarckplatz (Berlin)
Der Bismarckplatz ist ein Platz im Berliner Ortsteil Grunewald des Bezirks Charlottenburg-Wilmersdorf.

## Geschichte
Der Bismarckplatz entstand bei Gründung der Villenkolonie Grunewald 1880 im Rahmen der Einrichtung der Hubertusallee mit sieben Straßeneinmündungen als Joachimplatz mit Rasenflächen und Gruppen verschiedener Gehölze. Ursprünglich war ein Springbrunnen vorgesehen, der jedoch nicht realisiert wurde. Die Erstbenennung als Joachimplatz war als Widmung an den Berliner Komponisten und Violinvirtuosen Joseph Joachim (1831–1907) gedacht. Im Jahr 1897 wurde im östlichen Teil das Bismarckdenkmal aufgestellt. Am 24. Januar 1898, vor dem Tod Otto von Bismarcks, wurde der Platz dann in ‚Bismarckplatz‘ umbenannt, in Erinnerung an seine Verdienste bei der Gründung der Kolonie Grunewald. 1903 wurde auf dem Gebiet des Bismarckplatzes eine Wartehalle in Kombination mit Bedürfnisanstalt, Schuppen und später zusätzlichem Zeitungskiosk von Baurat Carl Lange errichtet. Es ist das älteste erhaltene Gebäude und steht heute unter Denkmalschutz.
Heute säumen den Platz unterschiedliche Gebäude aus nationalsozialistischer und Nachkriegszeit. Das vom Umweltbundesamt genutzte Gebäude Bismarckplatz 1 entstand 1935–1937 als monumentales Dienstgebäude für die Reichsleitung des Reichsarbeitsdienstes durch Kurt Heinrich Tischer. In dem Gebäude befand sich bis 1972 der Sitz der 1946 gegründeten Zeitung Telegraf. Das Gebäude ist ein gelistetes Baudenkmal. Im März 2023 will die Bundesbehörde hier mit der Hauptbaumaßnahme zur energetischen Sanierung, denkmalgerechten Herrichtung und Schadstoffsanierung beginnen.

## Bismarckdenkmal

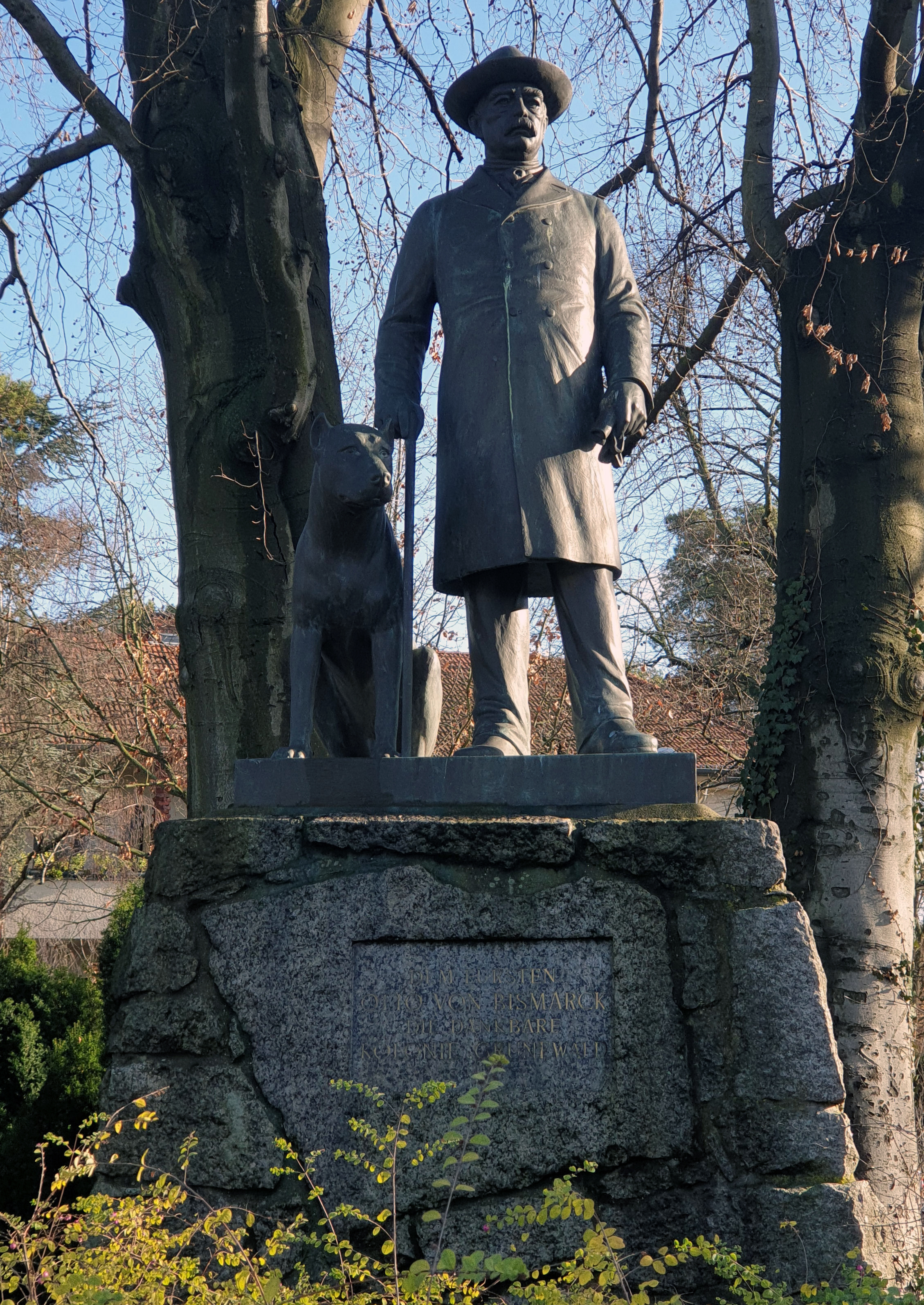
Bismarckdenkmal

Das 2,6 Meter hohe Bismarckdenkmal wurde 1897 von dem Bildhauer Max Klein nach dem Vorbild seiner im Tiergarten aufgestellten Fontanestatue geschaffen. Im Gegensatz zu vielen anderen Standbildern wird Bismarck hier zivil mit Schlapphut und Stock und mit seiner auf den Hinterbeinen sitzenden Dogge dargestellt. Auf dem Sockel ist die Inschrift „Dem Fürsten Otto von Bismarck – Die Dankbare Kolonie Grunewald“ angebracht. Die Bronzefigur wurde im Zweiten Weltkrieg eingeschmolzen. Eine Nachschöpfung wurde von Harald Haacke auf Initiative des Heimatvereins Wilmersdorf 1996 auf dem erhalten gebliebenen Granitsockel an der gleichen Stelle aufgestellt. Sie wurde am 2. Juni 1996 von der Vorsitzenden des Heimatvereins, Anita Cölle-Lück, dem Regierenden Bürgermeister Eberhard Diepgen, Bezirksbürgermeister Michael Wrasmann und Ferdinand Fürst von Bismarck enthüllt.